# Potatislåda

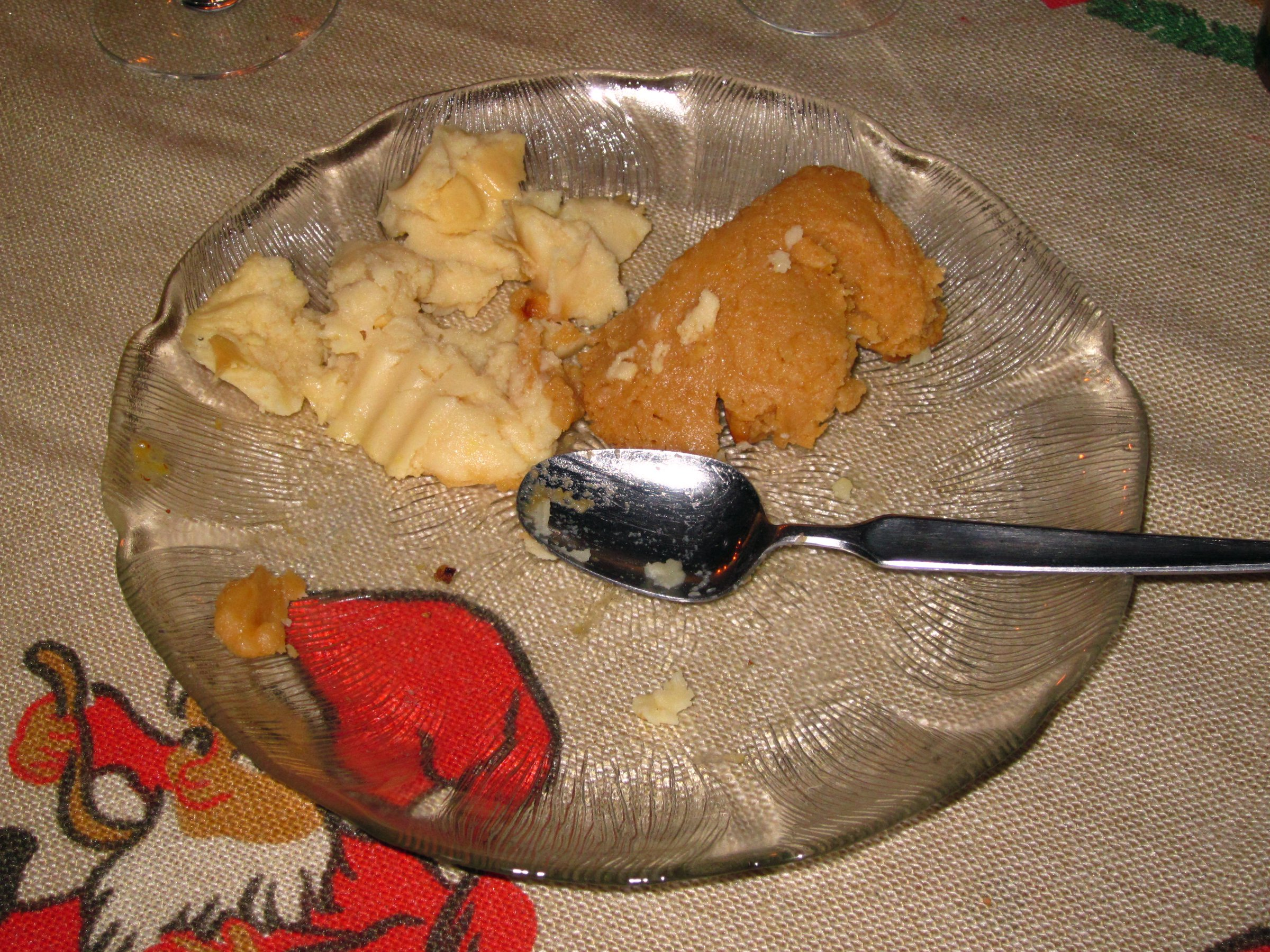
Potatislåda till vänster och kålrotslåda till höger.

Potatislåda (på finska: perunalaatikko) är en rätt vanligt förekommande på det finska julbordet. Den består av sött potatismos som gräddats i ugn. Potatislådan äts ofta tillsammans med den salta julskinkan (jämför den söta julmusten som många svenskar dricker till julmaten).